# Campeonato Mundial de Taekwondo de 2023
El XXVI Campeonato Mundial de Taekwondo se celebró en Bakú (Azerbaiyán) entre el 29 de mayo y el 4 de junio de 2023 bajo la organización de Taekwondo Mundial (WT) y la Federación Azerbaiyana de Taekwondo.
Las competiciones se realizaron en el Baku Crystal Hall de la capital azerbaiyana.

## Calendario
| ● | Finales |

| Mayo/junio de 2023 | Lun 29 | Mar 30 | Mié 31 | Jue 01 | Vie 02 | Sáb 03 | Dom 04 |
| ------------------ | ------ | ------ | ------ | ------ | ------ | ------ | ------ |
| –54 kg             |        |        |        |        | ●      |        |        |
| –58 kg             |        | ●      |        |        |        |        |        |
| –63 kg             |        |        |        | ●      |        |        |        |
| –68 kg             | ●      |        |        |        |        |        |        |
| –74 kg             |        |        |        |        |        | ●      |        |
| –80 kg             |        |        | ●      |        |        |        |        |
| –87 kg             |        |        | ●      |        |        |        |        |
| +87 kg             |        |        |        |        |        |        | ●      |

| Mayo/junio de 2023 | Lun 29 | Mar 30 | Mié 31 | Jue 01 | Vie 02 | Sáb 03 | Dom 04 |
| ------------------ | ------ | ------ | ------ | ------ | ------ | ------ | ------ |
| –46 kg             |        |        |        |        | ●      |        |        |
| –49 kg             |        |        | ●      |        |        |        |        |
| –53 kg             |        |        |        |        |        |        | ●      |
| –57 kg             | ●      |        |        |        |        |        |        |
| –62 kg             |        |        |        |        |        | ●      |        |
| –67 kg             |        | ●      |        |        |        |        |        |
| –73 kg             |        | ●      |        |        |        |        |        |
| +73 kg             |        |        |        | ●      |        |        |        |

## Medallistas

### Masculino
| Evento         | Oro                                 | Plata                            | Bronce                                                       |
| -------------- | ----------------------------------- | -------------------------------- | ------------------------------------------------------------ |
| –54 kg (02.06) | Park Tae-Joon Corea del Sur         | Hugo Arillo Vázquez · España     | Omonjon Otajonov Uzbekistán Görkem Polat Turquía             |
| –58 kg (30.05) | Bae Jun-Seo Corea del Sur           | Gueorgui Gurtsiyev · AIN         | Mahmud Al-Taryreh · Jordania · Adrián Vicente Yunta · España |
| –63 kg (01.06) | Hakan Reçber Turquía                | Banlung Tubtimdang Tailandia     | Carlos Navarro Valdez · México · Joan Jorquera Cala · España |
| –68 kg (29.05) | Bradly Sinden Reino Unido           | Jin Ho-Jun Corea del Sur         | Matin Rezaei Irán Ulugbek Rashitov Uzbekistán                |
| –74 kg (03.06) | Marko Golubić · Croacia             | Stefan Takov Serbia              | Leon Sejranovic · Australia · Kadyrbech Daurov · AIN         |
| –80 kg (31.05) | Simone Alessio · Italia             | Carl Nickolas Estados Unidos     | Miguel Ángel Trejos · Colombia · Seif Isa · Egipto           |
| –87 kg (31.05) | Kang Sang-Hyun Corea del Sur        | Ivan Šapina · Croacia            | Arian Salimi · Irán · Artsiom Plonis · AIN                   |
| +87 kg (04.06) | Cheick Sallah Cissé Costa de Marfil | Carlos Sansores Acevedo · México | Emre Ateşli · Turquía · Paško Božić · Croacia                |

### Femenino
| Evento         | Oro                      | Plata                            | Bronce                                                      |
| -------------- | ------------------------ | -------------------------------- | ----------------------------------------------------------- |
| –46 kg (02.06) | Lena Stojković · Croacia | Kamonchanok Seeken Tailandia     | Ruka Okamoto Japón Wang Xiaolu China                        |
| –49 kg (31.05) | Merve Dinçel Turquía     | Panipak Wongpattanakit Tailandia | Adriana Cerezo · España · Bruna Duvančić · Croacia          |
| –53 kg (04.06) | Nahid Kiyani Irán        | Zuo Ju China                     | Shahd Elhoseini · Egipto · Tatiana Minina · AIN             |
| –57 kg (29.05) | Luana Márton · Hungría   | Lo Chia-Ling China Taipéi        | Maria Clara Pacheco · Brasil · Hatice Kübra İlgün · Turquía |
| –62 kg (03.06) | Liliya Juzina · AIN      | Caroline Santos · Brasil         | Aaliyah Powell Reino Unido Feruza Sadikova Uzbekistán       |
| –67 kg (30.05) | Magda Wiet-Hénin Francia | Yuliana Al-Sadek Jordania        | Mari Nilsen · Noruega · Ruth Gbagbi · Costa de Marfil       |
| –73 kg (30.05) | Althéa Laurin Francia    | Rebecca McGowan Reino Unido      | Matea Jelić · Croacia · Polina Jan · AIN                    |
| +73 kg (01.06) | Nafia Kuş Turquía        | Svetlana Osipova Uzbekistán      | Bianca Cook · Reino Unido · Kristina Adebayo · AIN          |

## Medallero
| Núm. | País            | Oro | Plata | Bronce | Total |
| ---- | --------------- | --- | ----- | ------ | ----- |
| 1    | Corea del Sur   | 3   | 1     | 0      | 4     |
| 2    | Turquía         | 3   | 0     | 3      | 6     |
| 3    | Croacia         | 2   | 1     | 3      | 6     |
| 4    | Francia         | 2   | 0     | 0      | 2     |
| 5    | AIN             | 1   | 1     | 4      | 6     |
| 6    | Reino Unido     | 1   | 1     | 2      | 4     |
| 7    | Irán            | 1   | 0     | 2      | 3     |
| 8    | Costa de Marfil | 1   | 0     | 1      | 2     |
| 9    | Hungría         | 1   | 0     | 0      | 1     |
| 9    | Italia          | 1   | 0     | 0      | 1     |
| 11   | Tailandia       | 0   | 3     | 0      | 3     |
| 12   | España          | 0   | 1     | 3      | 4     |
| 12   | Uzbekistán      | 0   | 1     | 3      | 4     |
| 14   | Brasil          | 0   | 1     | 1      | 2     |
| 14   | China           | 0   | 1     | 1      | 2     |
| 14   | Jordania        | 0   | 1     | 1      | 2     |
| 14   | México          | 0   | 1     | 1      | 2     |
| 18   | Estados Unidos  | 0   | 1     | 0      | 1     |
| 18   | Serbia          | 0   | 1     | 0      | 1     |
| 18   | China Taipéi    | 0   | 1     | 0      | 1     |
| 21   | Egipto          | 0   | 0     | 2      | 2     |
| 22   | Australia       | 0   | 0     | 1      | 1     |
| 22   | AIN             | 0   | 0     | 1      | 1     |
| 22   | Colombia        | 0   | 0     | 1      | 1     |
| 22   | Japón           | 0   | 0     | 1      | 1     |
| 22   | Noruega         | 0   | 0     | 1      | 1     |
|      | TOTAL           | 16  | 16    | 32     | 64    |